# ティエリー・フェウテウ
ティエリー・フェウテウ（Thierry Futeu、1995年6月23日 - ）は、シャルトル・ラグビーに所属するラグビーユニオン選手。

## プロフィール
- カメルーン出身[1]。
- ポジションはプロップ(PR)。
- 身長 185cm、体重 115kg
- スペイン代表キャップは8（2020年5月現在）[2]。

## 略歴
サニータス・アルコベンダスを経て、2019年、スタッド・フランセに加入。
2020年、USカルカソンヌに加入。
2022年、シャルトルに加入。